# Tatsachenbehauptung
Eine Tatsachenbehauptung ist eine Behauptung, mit der etwas als Tatsache dargestellt werden soll. Der heute allgemeinsprachliche Begriff stammt aus der Rechtssprache. Als Rechtsbegriff dient er zur Unterscheidung bestimmter Äußerungen im Zusammenhang mit Äußerungsdelikten. Eine Tatsachenbehauptung bezieht sich auf objektive Umstände in der Wirklichkeit, die dem Beweis vor einem Gericht zugänglich sind, also etwa durch Urkunden, Zeugen oder Sachverständige bestätigt oder widerlegt werden können. Dagegen ist ein Fakt im Sinne der Rechtsprechung ein tatsächlich bewiesener Zustand.
In Abgrenzung dazu ist eine Meinungsäußerung oder eine sonstige Wertung oder Prognose eine subjektive, nicht verifizierbare Äußerung, die grundsätzlich der Meinungsfreiheit unterfällt.

## Juristische Bedeutung des Begriffs
Der juristische Begriff der Tatsachenbehauptung reicht über eine verbale Äußerung hinaus und umfasst auch andere Äußerungsformen. So kann zum Beispiel auch ein Foto oder ein Video als Tatsachenbehauptung angesehen werden, wenn der Inhalt entsprechende Aussagen vermittelt.
Im Presserecht ist die Einstufung einer Aussage als Tatsachenbehauptung Voraussetzung für bestimmte Ansprüche. Der Gegendarstellungsanspruch etwa kann nur gegen Tatsachenbehauptungen gerichtet werden und muss seinerseits mit Tatsachenbehauptungen geltend gemacht werden.
Im Strafrecht ist die Unterscheidung wichtig für die Abgrenzung zwischen der Beleidigung auf der einen und der (eine Tatsachenbehauptung erfordernden) Verleumdung oder üblen Nachrede auf der anderen Seite.

## Wahre und unwahre Tatsachenbehauptungen
Der juristische Sprachgebrauch unterscheidet zwischen wahren und unwahren Tatsachenbehauptungen, die zum Schutz des Persönlichkeitsrechts in abgestufter Weise gesetzlich unterbunden werden: Unwahre Aussagen mit ehrverletzendem Charakter sind grundsätzlich verboten und können als Verleumdung oder üble Nachrede strafrechtlich verfolgt werden; „erweislich“ wahre Tatsachenbehauptungen dürfen grundsätzlich verbreitet werden, können aber zum Schutz der Persönlichkeit eingeschränkt sein. Die dazu notwendigen Unterscheidungen werden unter anderem danach getroffen, ob es sich um ein „Ereignis von zeitgeschichtlicher Bedeutung“ handelt oder ob in die Privat- oder in die grundsätzlich umfassend geschützte Intimsphäre eingegriffen wird.

## Abgrenzung gegenüber der Bewertung
Die Abgrenzung zwischen Wertung und Tatsachenbehauptung kann bei zweideutigen Äußerungen, wie etwa „Der A ist ein Dieb“, Schwierigkeiten bereiten. Hier kann es sich um die Behauptung handeln, der A habe einen konkreten Diebstahl begangen (Tatsache) oder um eine allgemeine Bewertung des A als von krimineller Gesinnung (Wertung).
Eine Vermengung von Wertung und Tatsachenbehauptung kommt bei journalistischen Testberichten häufig vor. Beispielsweise lässt sich in einer Restaurantkritik die Aussage, der Kaffee sei kalt gewesen, nicht ohne Weiteres als Tatsachenbehauptung einstufen, weil der Aussage bestimmte normative Erwartungen hinsichtlich der angemessenen oder gerade noch tolerablen Temperatur eines Heißgetränks zugrunde liegen. Eine entsprechende Aussage enthält aber einen Tatsachenkern, der zumindest in eindeutigen Fällen dem Beweis zugänglich ist.
Normative Tatbestandsmerkmale können neben Merkmalen, die ein Rechtsverhältnis zum Gegenstand haben (wie fremde Sache), auch ein negatives Werturteil ausdrücken, wie etwa die Mordmerkmale „grausam“ oder „heimtückisch“. In diesen Begriffen ist das Werturteil eng mit einer Tatsachenbehauptung verwoben. In der neueren Philosophie werden solche Merkmale als dichte ethische Begriffe bezeichnet.

## Propagandatechnik
Vorstellungen und Meinungen einfach als Tatsachen darzustellen, ohne eine Einschränkung zu machen oder eine Erklärung zu geben und jeden Zweifel daran unsinnig erscheinen zu lassen, ist eine wirksame Propagandatechnik. Die Ursache der Wirksamkeit wird darin gesehen, dass Menschen im Prinzip gutgläubig seien. Außerdem sei der Haupteffekt der Propaganda schon erreicht, wenn die Nachricht als solche aufgenommen worden sei. Das ist bei einfachen Behauptungen leichter möglich als bei umständlichen Darstellungen. „Behauptungen sind ein einfacher und schneller Weg, sich im Bewusstsein der Menschen festzusetzen.“ Als Beispiel zitiert Magedah Shabo den Nazislogan „Europas Sieg, dein Wohlstand“.